# Unión Liberal Cubana
La Unión Liberal Cubana es un partido político de ideología liberal de Cuba. Fundado por Carlos Alberto Montaner en el año 1990. El partido es integrante de la RELIAL y la Internacional Liberal.